# Gabrijela Vidan
Gabrijela Vidan, née le 2 octobre 1935 à Belgrade (Royaume de Yougoslavie), est une universitaire, interprète, traductrice et écrivaine croate spécialiste de littérature française, présidente de l'Alliance française de Zagreb.

## Biographie
Gabrijela Vidan a fait de 1961 à 1999 une carrière d'enseignante-chercheuse à l'Université de Zagreb, consacrée à la recherche sur la littérature française, particulièrement du XVIIIe siècle, après y avoir fait ses études de philologie romane, qu'elle a complétées à la Sorbonne. 
Elle a par ailleurs travaillé comme interprète de conférence et formatrice dans ce domaine. Elle a publié des ouvrages et articles sur la Croatie et son histoire destinés au public francophone.
Elle a pris part au développement de l'Alliance française de Zagreb, dont elle a assuré la présidence pendant plusieurs années après sa fondatrice Ivana Batušić.

## Œuvres
ouvrages disponibles en français
- La Croatie, son histoire culturelle, ses liens avec l'Europe[2], L'Harmattan, 2014  (ISBN 978-2-343-02731-9)
- Georges Castellan et Gabriela Vidan, La Croatie, Presses universitaires de France, 1998 (coll. « Que sais-je ? »)  (ISBN 978-2-13-049412-6)
- Georges Castellan, Gabriela Vidan, Antonia Bernard (sl), Histoire de la Croatie et de la Slovénie : Les Slaves du Sud-Ouest, Armeline, 2011  (ISBN 978-2-910878-35-1)

Participation à des ouvrages collectifs
- « Dictionnaires des littératures étrangères », ouvrages collectifs, Zagreb 2001, 2004 et 2005.
- Ruđer Bošković, ouvrage collectif, Annales de l'Institut français de Zagreb, 1983.
- sous la direction de Michel Delon, Dictionnaire européen des Lumières[3], Presses universitaires de France, 1997 (1re édition).
- « Histoire des littératures d'expression française » (en croate), 1982.

## Distinctions
- Chevalière de l'ordre des Palmes académiques
- Chevalière de la Légion d'honneur[4].